# Эмден, Эсфирь Моисеевна
Эсфирь Моисеевна Эмден (настоящая фамилия — Коссая; 22 января 1905, Екатеринослав — 2 июля 1961, Москва) — русская советская писательница, автор книг для детей, литературный редактор.

## Биография
Эсфирь Моисеевна Эмден написала за свою жизнь большое количество произведений для детей: повести, стихотворения, пьесы. Длительное время работала редактором детских книг. В 1941 году при подготовке сборника «Ёлка» разыскала настоящего автора известного стихотворения «В лесу родилась ёлочка» — Раису Кудашеву. Ранее это стихотворение публиковалось в 1903 году под псевдонимом «А. Э.»
В 1937 году по сценарию Эсфирь Моисеевны вышел фильм «Весёлые путешественники» (режиссёр Анисим Мазур).